# Lista över borgmästare i Köping
Detta är en lista över staden Köpings stads borgmästare.

## Borgmästare i Köping
Borgmästare i Köpings stad före 1971.

### Justitieborgmästare
| Ämbetstid | Namn                   | Levnadstid | Övrigt |
| --------- | ---------------------- | ---------- | ------ |
| 1618–1620 | Mikael Hising          | död 1640   |        |
| 1622–1623 | Mikael Hising          | död 1640   |        |
| 1644–1667 | Olof Hising            | 1609–1667  |        |
| 1680–1702 | Carl Hising            | 1646–1702  |        |
| 1714–1728 | Olof Hising            | död 1728   |        |
| 1730–1737 | Jonas Siöman           | död 1737   |        |
| 1738–1757 | Peter von Werdt        | 1693–1757  |        |
| 1758–1784 | Eric Kihlman           | 1708–1784  |        |
| 1785–1800 | Erik Wilhelm Kihlman   | 1743–1815  |        |
| 1801–1825 | Jonas Peter Schenström | 1774–1825  |        |
| 1841–1852 | Per Erik Bosaeus       | 1804–1873  |        |
| 1853–1900 | Oscar Schenström       | 1813–1900  |        |

### Byggningsborgmästare
| Ämbetstid | Namn          | Levnadstid | Övrigt |
| --------- | ------------- | ---------- | ------ |
| 1611–1612 | Mikael Hising | död 1640   |        |
| 1637–1639 | Mikael Hising | död 1640   |        |
| 1641–1644 | Olof Hising   | 1609–1667  |        |
| 1676–1680 | Carl Hising   | 1646–1702  |        |
| 1680–1682 | Johan Remmer  | –1710      |        |
| 1682–1700 | Hans Spaak    | –1712      |        |
| 1722–1753 | Anders Risell | 1685–1753  |        |